# Близьке зарубіжжя

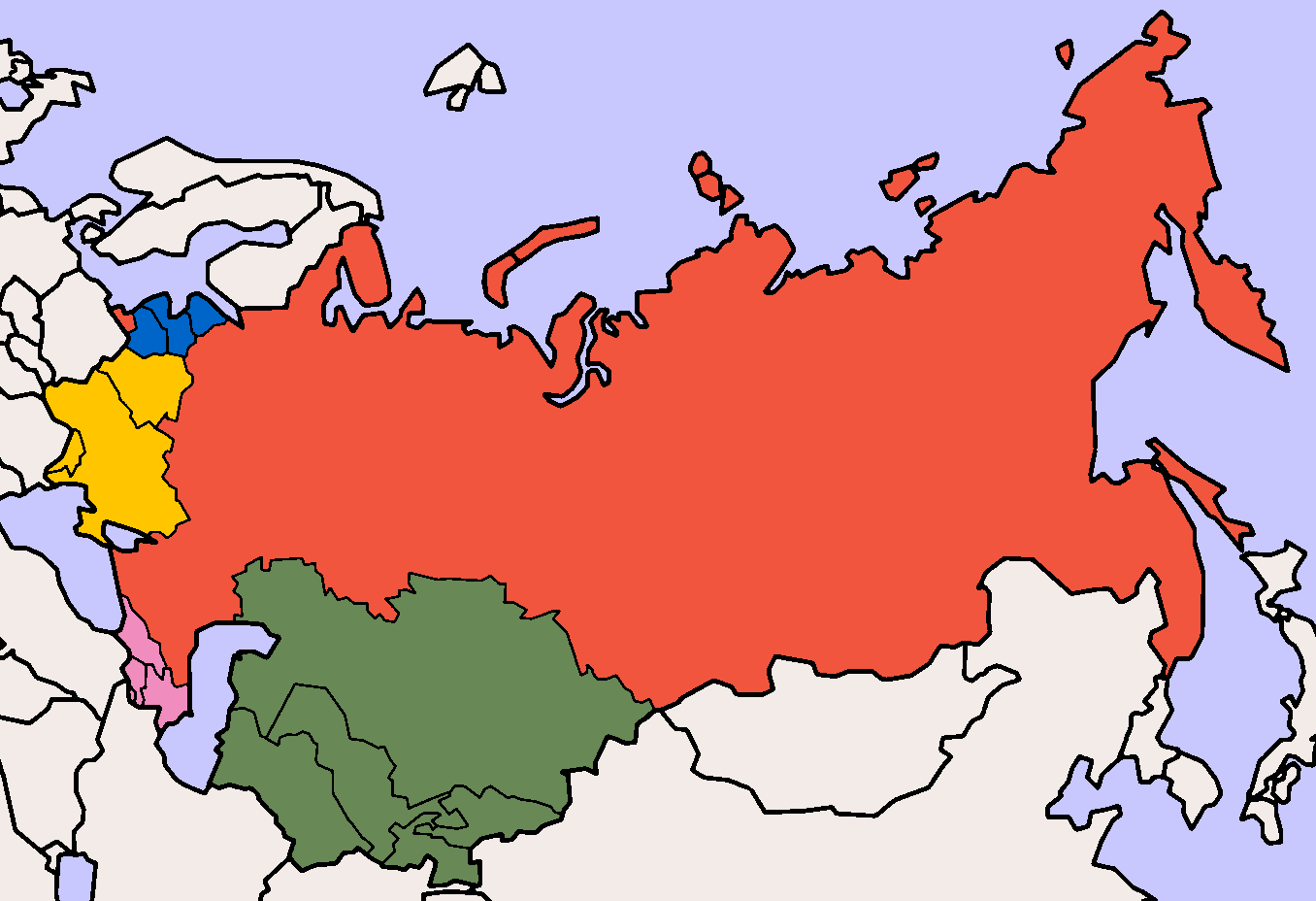
RUS Близьке зарубіжжя:
Східна Європа
Балтійські країни
Південний Кавказ
Центральна (Середня) Азія

Близьке зарубіжжя (рос. Бли́жнее зарубе́жье) — поняття, яке виникло в Російській Федерації в 1992 після розпаду СРСР збірна назва колишніх республік СРСР — колишніх і теперішніх країн СНД, а також балтійських країн, Грузії й України.
У ніч на 8 грудня 1991 року в резиденції Віскулі (Білорусь) лідер РРФСР Борис Єльцин, Президент України Леонід Кравчук та голова Верховної Ради Республіки Білорусь Станіслав Шушкевич підписали Декларацію глав держав про утворення блоку СНД — 11 країн колишнього СРСР, без країн Балтії та Грузії. Після референдуму про збереження СРСР, протягом якого 17 березня збереження держави проголосувало 70% населення, вже влітку, 12 червня запровадили посаду Президента РРФСР. Ним було обрано Б. Н. Єльцин, за нього віддано 57-59% голосів.
Серед країн, що належать до «ближнього зарубіжжя», є й такі, які не мають спільного кордону з Російською Федерацією (Вірменія, Молдова, Туркменістан, Таджикистан, Узбекистан, Киргизстан), у той час як деякі держави, що прямо межують з нею, до ближнього зарубіжжя не відносяться (Фінляндія, Норвегія, Польща, Монголія, Китай, КНДР). Федеральна служба державної статистики відносить до ближнього зарубіжжя країни СНД за винятком Росії, відносячи до далекого зарубіжжя Грузію, Абхазію, Південну Осетію, Придністров'я, Нагірний Карабах та балтійські країни, але цей підхід не є загальновизнаним.
Термін носить швидше історико-культурний і політичний, ніж географічний, характер, і досить політизований (оскільки він нагадує про минуле входження до імперії і має на увазі якусь залишкову цілісність зв'язків з метрополією). Незважаючи на поширеність терміну в Росії на побутовому рівні, в зарубіжній пресі він часто інтерпретується як прояв імперських амбіцій Росії і вживається в лапках.

## Історія
Уперше словосполучення «ближнє зарубіжжя» стало застосовуватися дисидентами в СРСР щодо країн соціалістичного табору. Потім його вжив міністр закордонних справ Росії Андрій Козирєв щодо колишніх республік СРСР, а також член президентської ради А.А. Мігранян, заступник міністра оборони А. Кокошин та інші. У XXI столітті це словосполучення вживається в Російській Федерації як стійке визначення.